# Carl Maraghi
Carl Maraghi (* um 1975) ist ein kanadischer, in den Vereinigten Staaten lebender Musiker (Baritonsaxophon, Bassklarinette) des Modern Jazz.

## Leben und Wirken
Maraghi, der aus Montréal stammt, arbeitete zunächst in Kanada mit Tim Brady und der Bigband Kappa. Den Bachelor of Fine Arts in Musikperformance erwarb er an der Concordia University in Montreal. Neben seinen professionellen Auftritten in verschiedenen Jazzensembles der Montrealer Jazzszene und beim Montreal International Jazz Festival trat er regelmäßig als Musiker in verschiedenen Radio- und Fernsehshows auf.  Er erhielt sein Diplom an der Juilliard School, wo er bei Jazzkünstlern wie Joe Temperley, Victor Goines, Benny Golson, Wycliffe Gordon und Wynton Marsalis studierte, mit denen er auch auftrat. Ab den 2000er-Jahren spielte er in den USA in Formationen wie David Berger and the Sultans of Swing, Jon Irabagon’s Outright!, in der Ken Peplowski Big Band, später auch in der Christian McBride Big Band, im Pedro Giraudo Jazz Orchestra, und in der Gregorio Uribe Big Band. In Kalifornien holte ihn Doc Severinsen in seine Bigband.
Des Weiteren wirkte Maraghi bei Aufnahmen von Barbara Lea & Loren Schoenberg (Black Butterfly, 2005), Champian Fulton, Max Seigel (Siphonophore, 2010), Rufus Reid (Quiet Pride, 2012), Darcy James Argue’s Secret Society, Miggy Augmented Orchestra, Mike Holober (Hiding Out, 2019) und Brian Pareschi mit. Im Bereich des Jazz war er laut Tom Lord zwischen 1997 und 2021 an 36 Aufnahmesessions beteiligt. Im Eigenverlag veröffentlichte er sein Debütalbum Blossom, eingespielt 2009 mit Erica von Kleist, Kurt Stockdale, Drew Pierson, Yasushi Nakamura Marion Felder sowie  Wycliffe Gordon, Jon Irabagon und Michael Webster als Gastmusiker, als erstes Werk unter eigenem Namen. Es enthält Originalkompositionen und Arrangements in verschiedenen Jazz-Settings. Zu hören ist er auch auf dem Uptown-Jazz-Tentet-Album What’s Next (2021), auf Remy Le Boeufs Architecture of Storms (2021) und auf Dynamic Maximum Tension (2023) von Darcy James Argue’s Secret Society.
Maraghi leitet und komponiert für viele verschiedene Projekte, darunter Filmmusiken, für sein eigenes Quartett/Quintett, das Carl Maraghi Sax Ensemble und das Mulligan and More 4tet mit dem Bassisten Bill Crow, der noch mit Gerry Mulligan spielte.